# Kolerakórház és koleratemető (Miskolc)

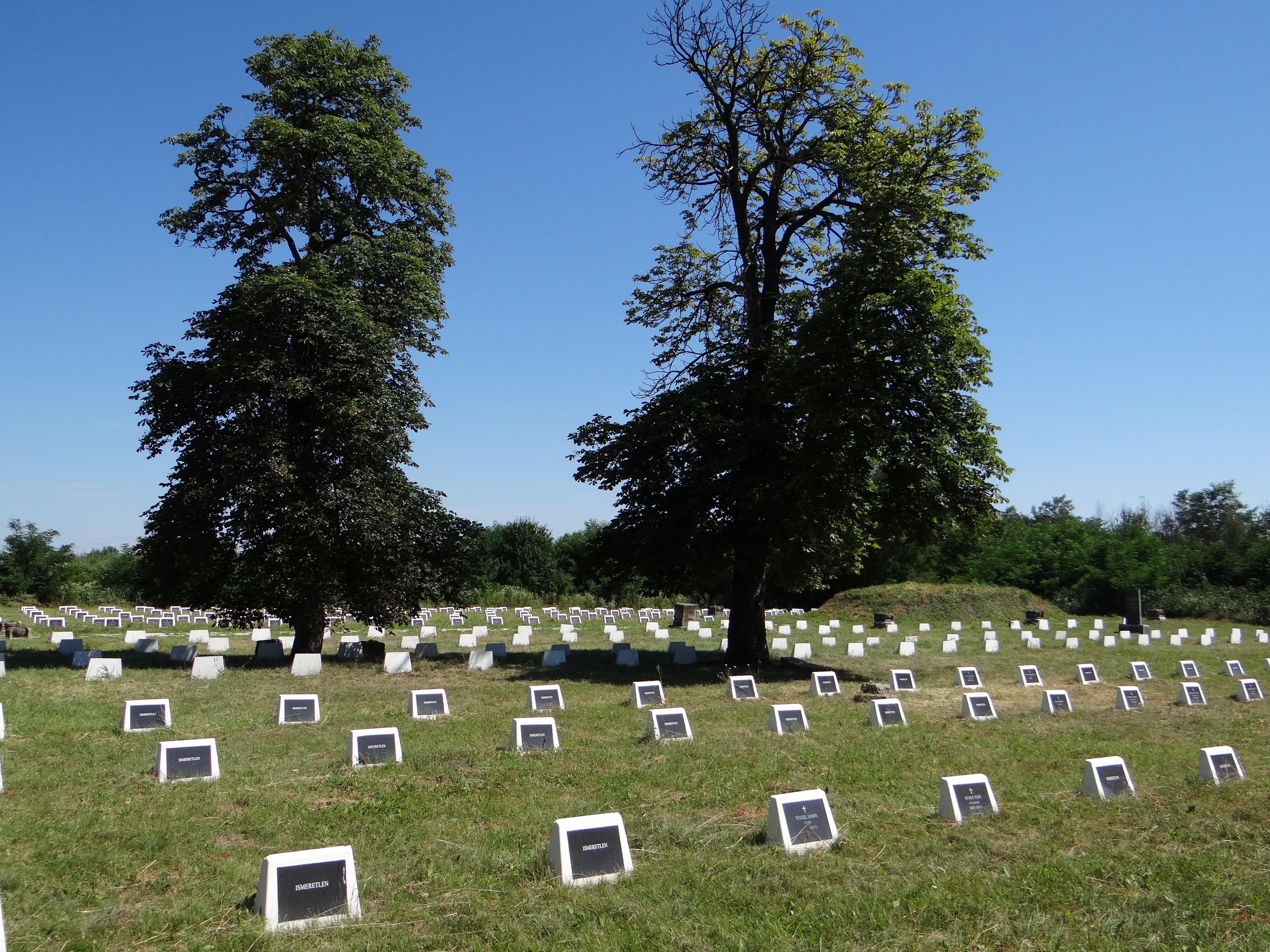
A koleratemető sírjai 2019-ben

A miskolci kolerakórházat és koleratemetőt az első világháború kitörése után hozták létre, hivatalos neve „katonai megfigyelőállomás” volt. A kórházban kezelték a harcok során megsérült, illetve fertőző betegséget kapott katonákat. A létesítmény Miskolc keleti részén épült meg, 1914 és 1918 között működött. A kórházváros meglehetősen nagy területen helyezkedett el, 78 nagyobb, 8 kisebb barakképületből és hét melléképítményből állt. A betegeket mintegy 50 orvos és 100–200 ápolónő gondozta, emellett több mint 400 fős katonai osztag is tartozott a kórházhoz. A kolerakórház temetőjét a kórháztól távolabb, a Sajón túl hozták létre, ahol 962 katonát helyeztek végső nyugalomra. A kórház megszűnése után a terület barakkjai gyakorlatilag nyomortelepként működtek tovább, a temető pedig teljesen elhagyottá vált, építményei elromosodtak. A koleratemetőt Miskolc városa 2019-ben rendbe hozatta, felújíttatta.

## Története

### Kolerakórház

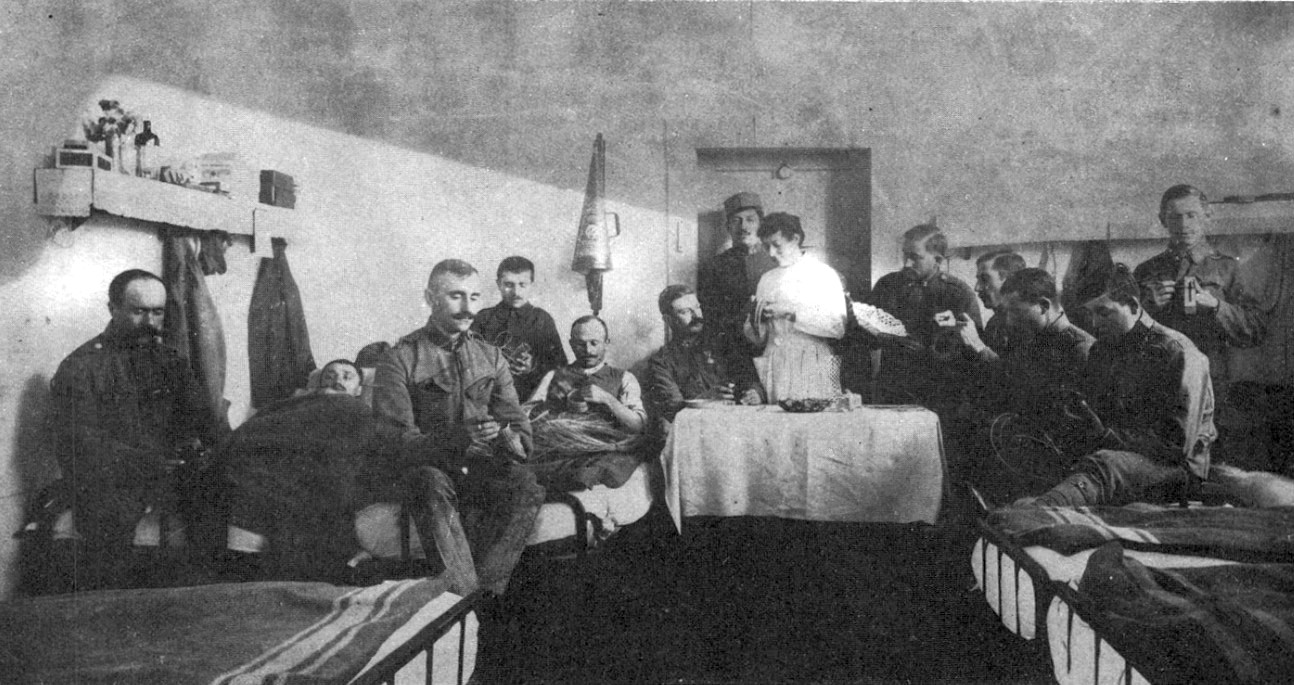
A kórház egyik kórterme

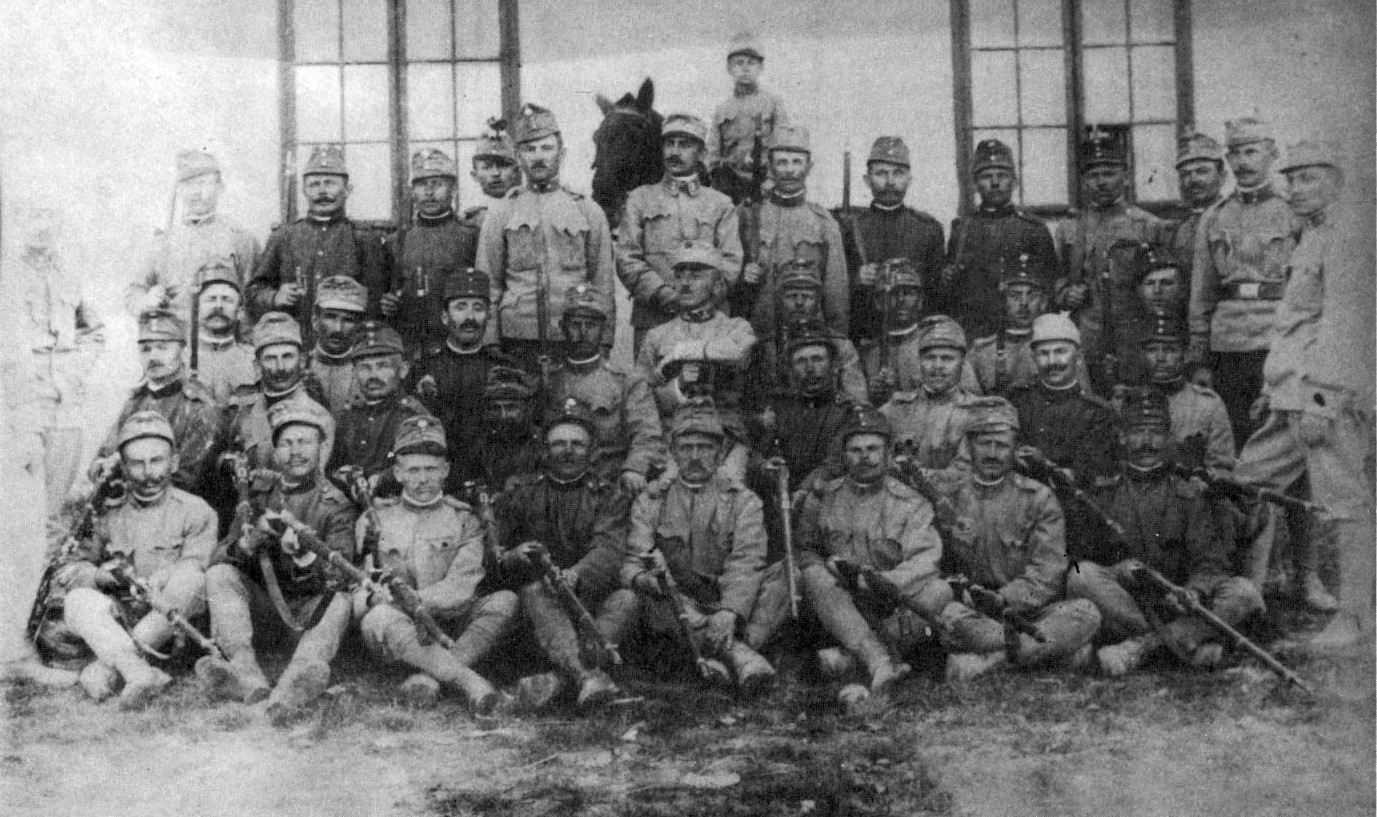
A kórház katonai őrsége

Az első világháború kitörését követően a sebesültek hazai ellátása céljából úgynevezett „katonai megfigyelőállomásokat” hoztak létre. Ezek tulajdonképpen katonák számára épült kórházak voltak, és Magyarországon összesen 14 ilyet telepítettek. A miskolci kórház (a köznyelvben „kolerakórház") helyszínéül a mai József Attila–Fonoda–Szinva–Szondi György utcák alkotta területet, a későbbi Szondi-telepet jelölték ki Az építkezés miniszteri biztosa Tarnay Gyula megyei főispán volt, és komoly szerepet játszott a helyszín megválasztásában, az építkezés lebonyolításában Nagy Ferenc polgármester is. Az építési munkálatok 1914 novemberében kezdődtek, 10×40 méteres és 5–10×15–16 méteres barakképületeket emeltek. Az épületek meglehetősen puritán kiképzést kaptak, falaik kívül és belül deszkákból készültek, erre kívül kátránylemez, belül olajos papírborírás került. Az alap gerendaváz volt, a talajt salakkal töltötték fel, és erre fapadlót helyeztek. Az épületeket négyszöghálósan helyezték el, és az egész telepet magas deszkakerítés övezte. Ugyancsak kerítés választotta el a „csak" sebesültek barakkjait a fertőző betegekétől. A bejáratokat katonai őrség vigyázta. A fertőző részen 14–15 épület állt, amelyek körülbelül 1200 katonát tudtak fogadni, míg a másik oldalon 38 nagy és 8 kisebb barakk, valamint négy melléképület állt, ez a rész mintegy 3200 férőhellyel rendelkezett. A kórház hamar kinőtte a lehetőségeit, ezért 1915 októberében újabb 25 barakképületet állítottak fel. Ezek már valamivel jobban felszereltek voltak, például a kályhafűtés számára falazott kéményük is volt. Egy-egy épületben mintegy 90 betegágyat helyeztek el. A telep 1916 tavaszára érte el végleges kiépítettségét, ekkor 78 nagy, nyolc kisebb épületet és hét melléképítményt (tűzoltótorony, hulladékégető, röntgen, laborok, elektromos központ, katolikus-református kápolna) tartalmazott, és maximálisan 5800–5850 sérült, beteg katonát fogadhatott. A telep területe hatalmasra nőtt, több mint 21 000 hektáros lett.
A kórház első főorvosa 1914. december 27-től Pfliegler Imre volt, akit 1915 februárjában Szánthó Bertalan követett. 1916. január l-jétől Vészi Gyula töltötte be ezt a funkciót, aki egészen a kórház bezárásáig, 1918 októberéig volt hivatalban. Az orvosok száma 1916-ban 54 volt, mellettük a szükségletnek megfelelően 100–200 ápolónő dolgozott. A tábornapló szerint az orvosok összesen 1766 műtétet végeztek el, főleg lövedékeltávolítást, tályogfelnyitást és amputálást.
A tábor 431 fős katonai osztagát egy ezredes és 14 fős tiszti kar vezette. Az katonák feladata volt a telep rendjének fenntartása, az ügyelet és az őrszolgálat biztosítása, de ők végezték a betegszállítást is a vasútállomásról a táborba, illetve egyes betegek másik kórházba szállítását.
A kórházváros kialakítására az állam 1 631 067 koronát fordított, Miskolc adta a területet és biztosította a közműveket. A trianoni határok kialakulása után a barakképületekbe jobbára a Felvidékről menekült családok kerültek, de ide költöztek a perifériára került munkáscsaládok és munkanélküliek is. A Szondi-telep ezután még évtizedekig fennmaradt, és Miskolc egyik nyomortelepévé vált. A területen ma különböző cégek telephelyei vannak (például az északi részen a Miskolc Városi Közlekedési Zrt., a keleti oldalon működött a Miskolci Fonoda stb.).

### Koleratemető
A kórházhoz tartozó temető helyét a kórházteleptől keletre, a József Attila úttól északra, a Sajó túloldalán, a Csorba-tó felé vezető mai Sajó utca mentén jelölték ki. A temetőben a fertőző betegségben elhunyt katonákat temették el – innen kapta a köznyelvben a „koleratemető” nevet –, a nem fertőzőeket a Deszkatemető mellett kialakított részen (Hősök temetője) hantolták el. A koleratemetőben a gyászszertartások biztosítására Miskolc városa külön kápolnát építtetett, amit 1915. november 2-án szenteltek fel a megye, a város, az egyházak és a katonaság képviselői jelenlétében. A temetőben 962, nem csak magyar (orosz, román, olasz stb.) katona nyugszik. A koleratemető állapota a kórház megszűnése utáni évtizedekben folyamatosan romlott, egyre elhanyagoltabb lett, a kápolna is romos állapotba került, és nagy károkat okoztak a Sajó áradásai is, így 2018-ra már csak a két kapuzat és a kápolna romjai álltak.
A Miskolci Városszépítő Egyesület a temetőkápolna felszentelésének évfordulója alkalmából, 1992 óta minden év november 2-án megemlékezést és koszorúzást rendez a temetőben. 2019 tavaszára a koleratemetőt Miskolc városa egy minisztériumi pályázat felhasználásával rendbe tetette, felújíttatta.

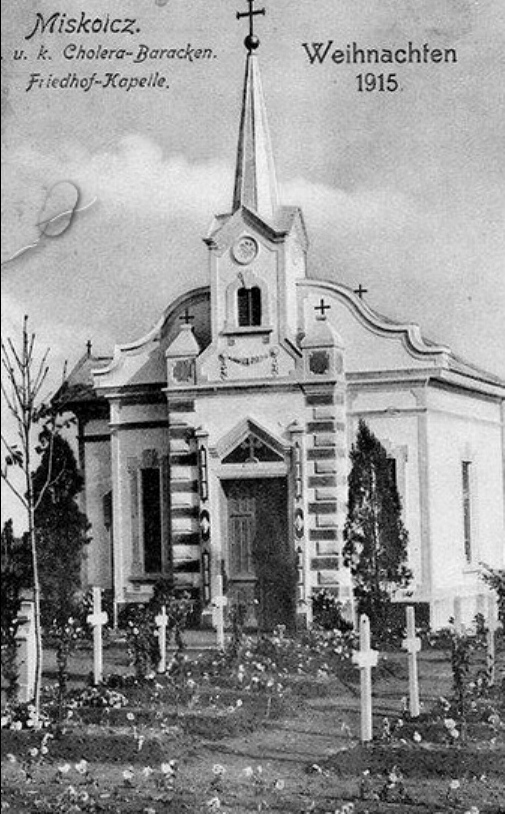
A koleratemető kápolnája képeslapon
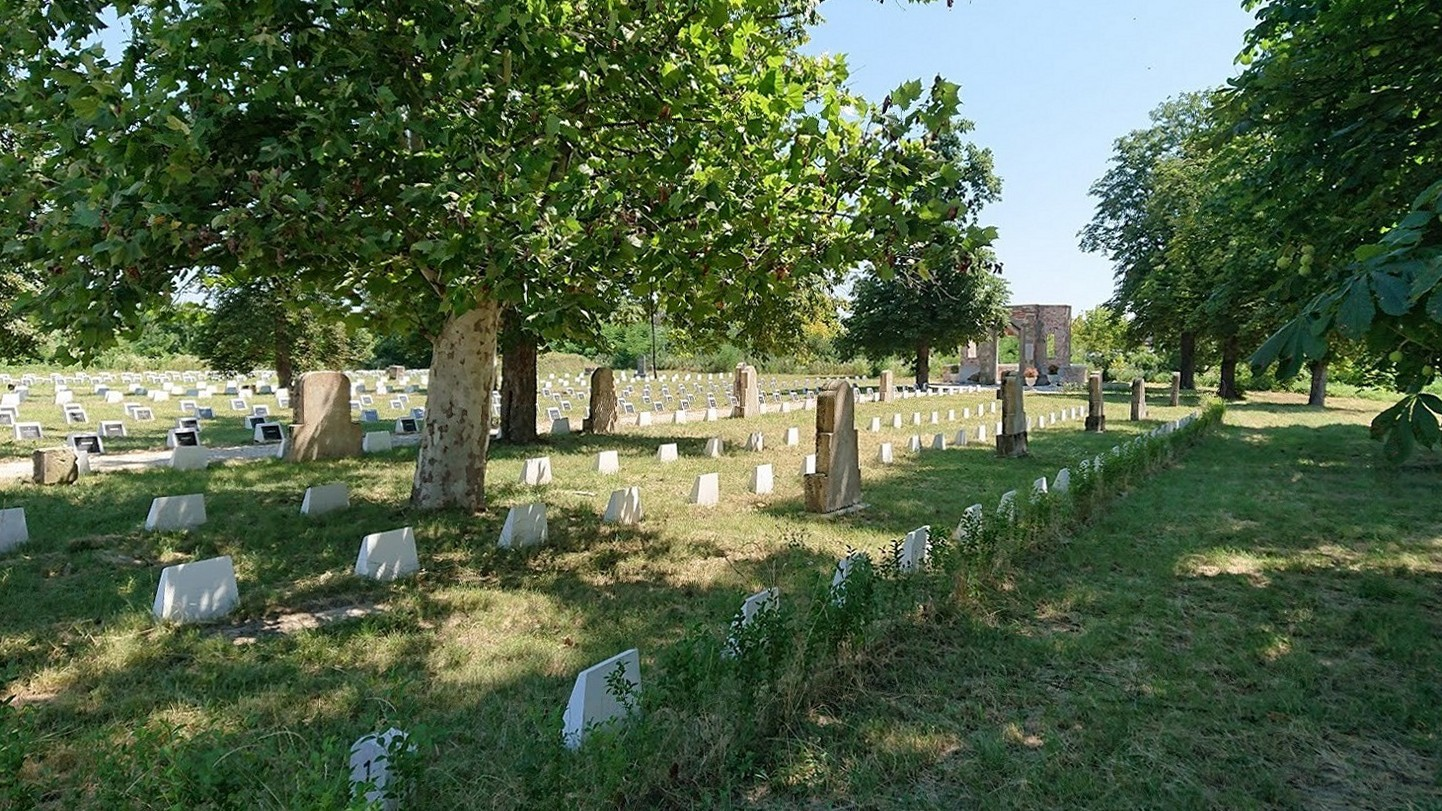
A temető látképe
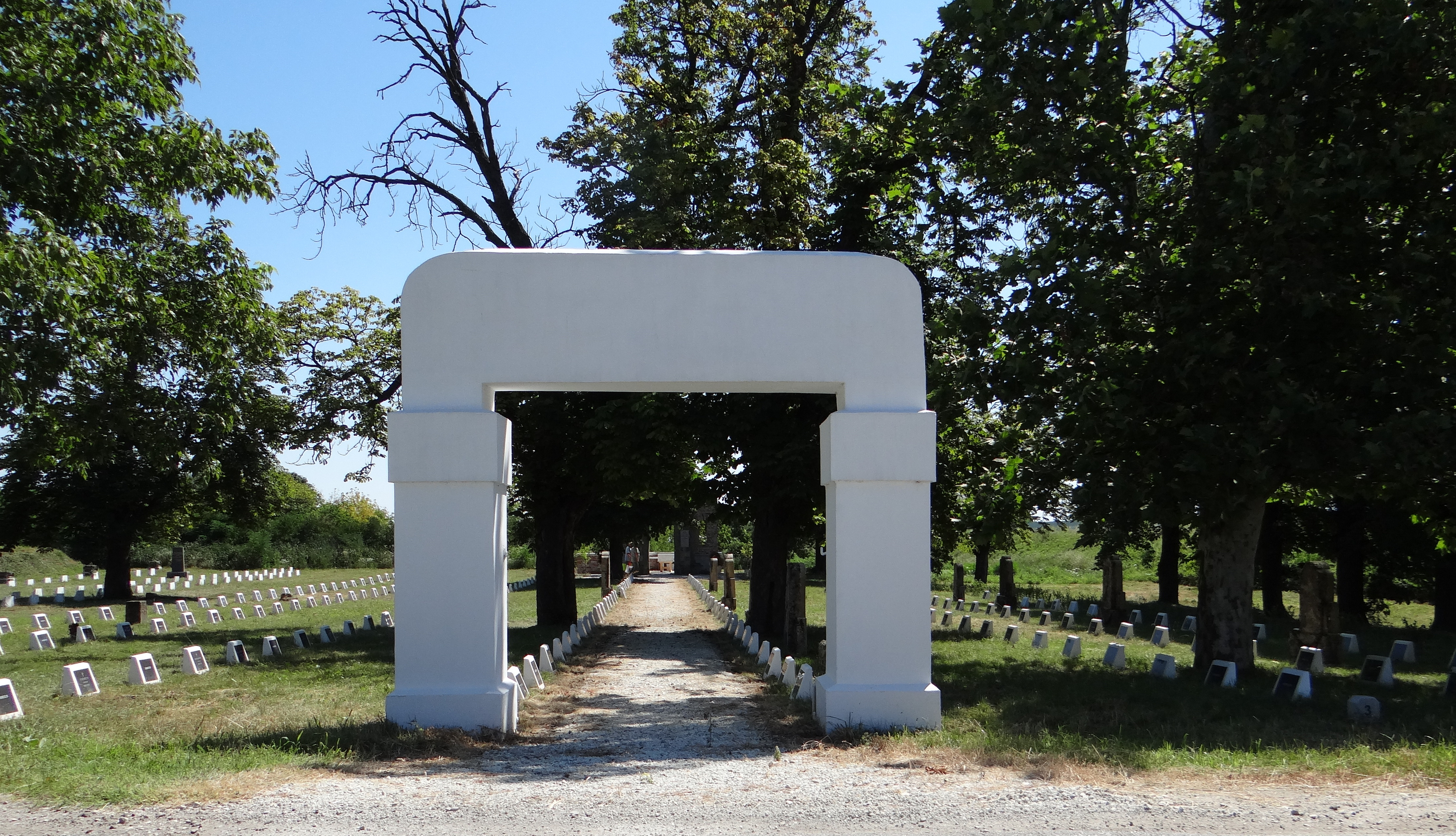
A temető egyik kapuja
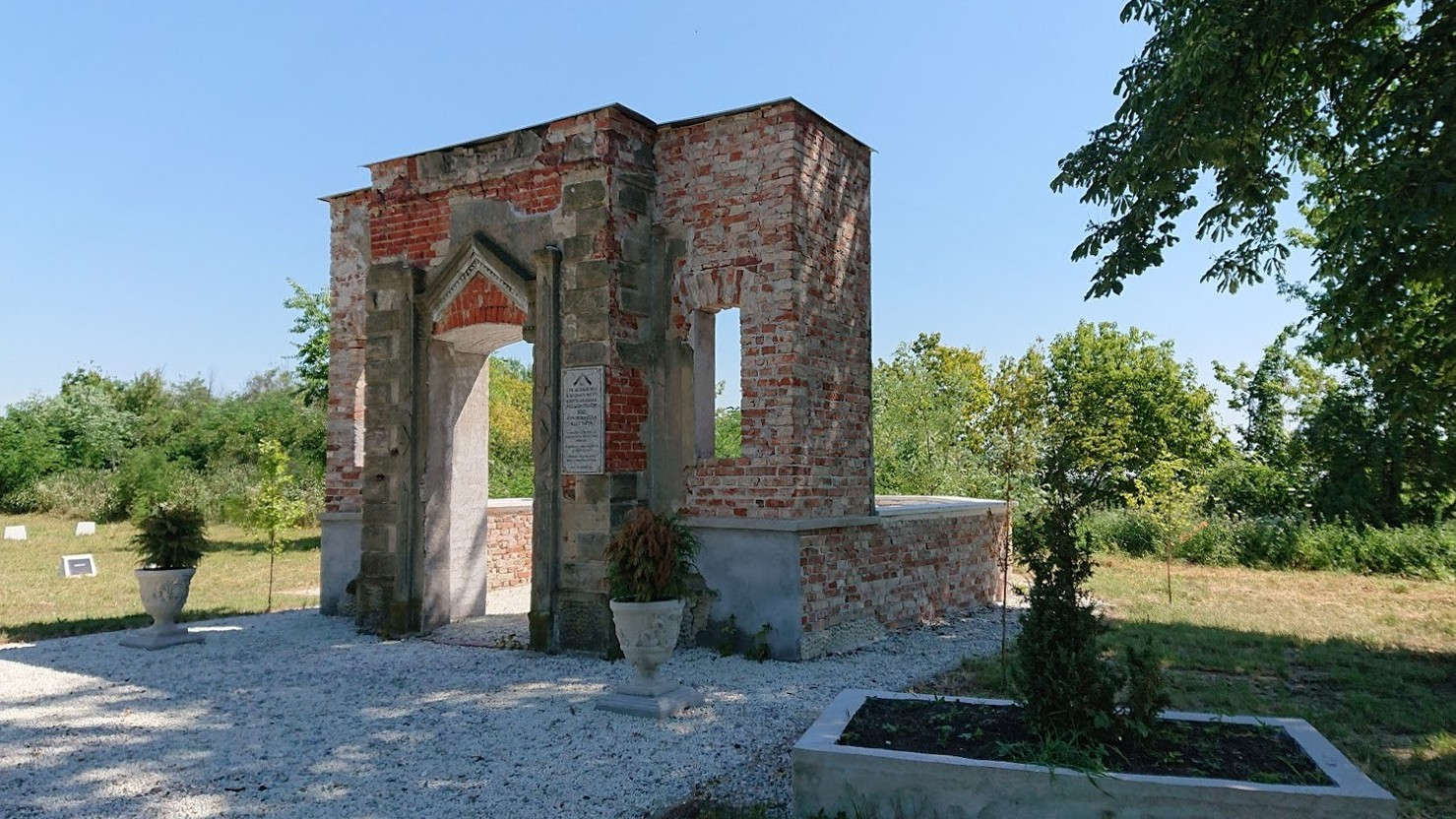
A koleratemető kápolnájának maradványai
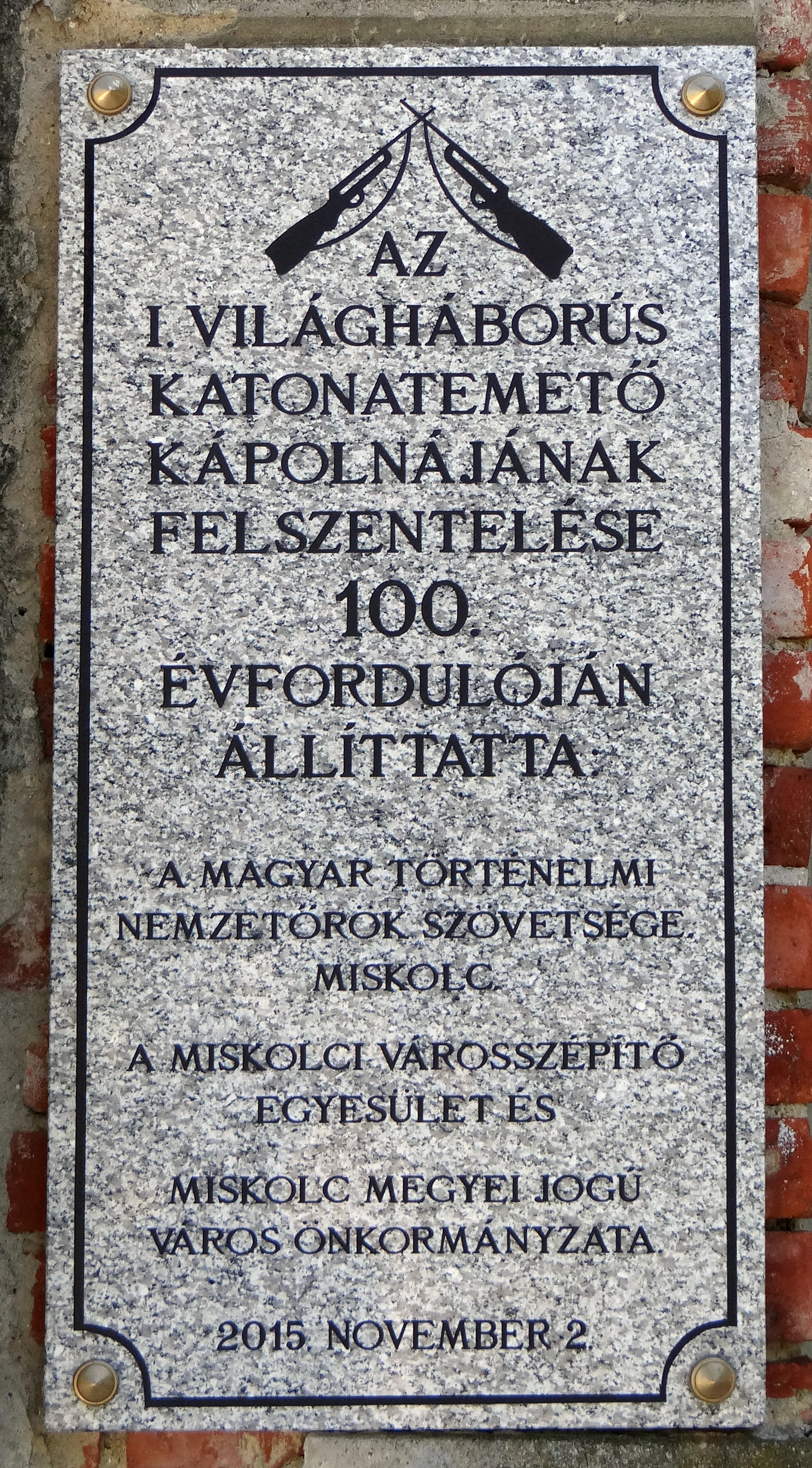
Emléktábla a kápolna falán
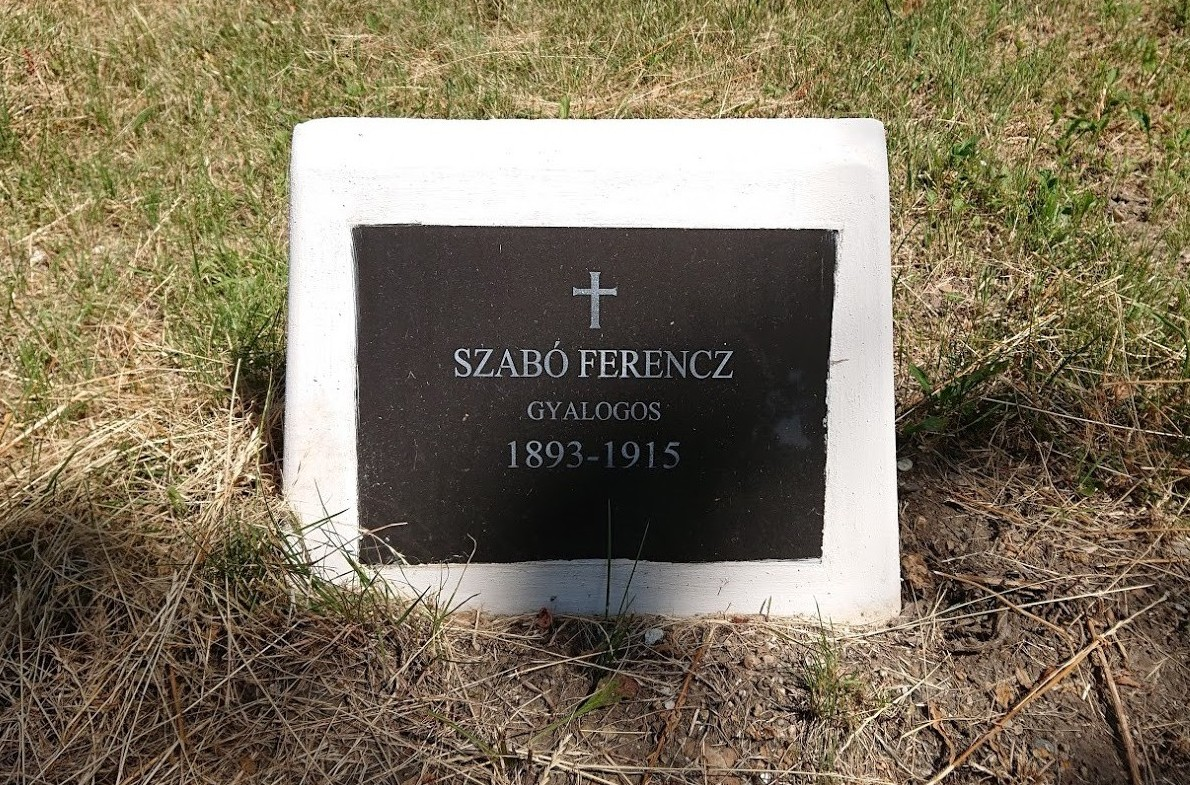
Magyar katona sírköve
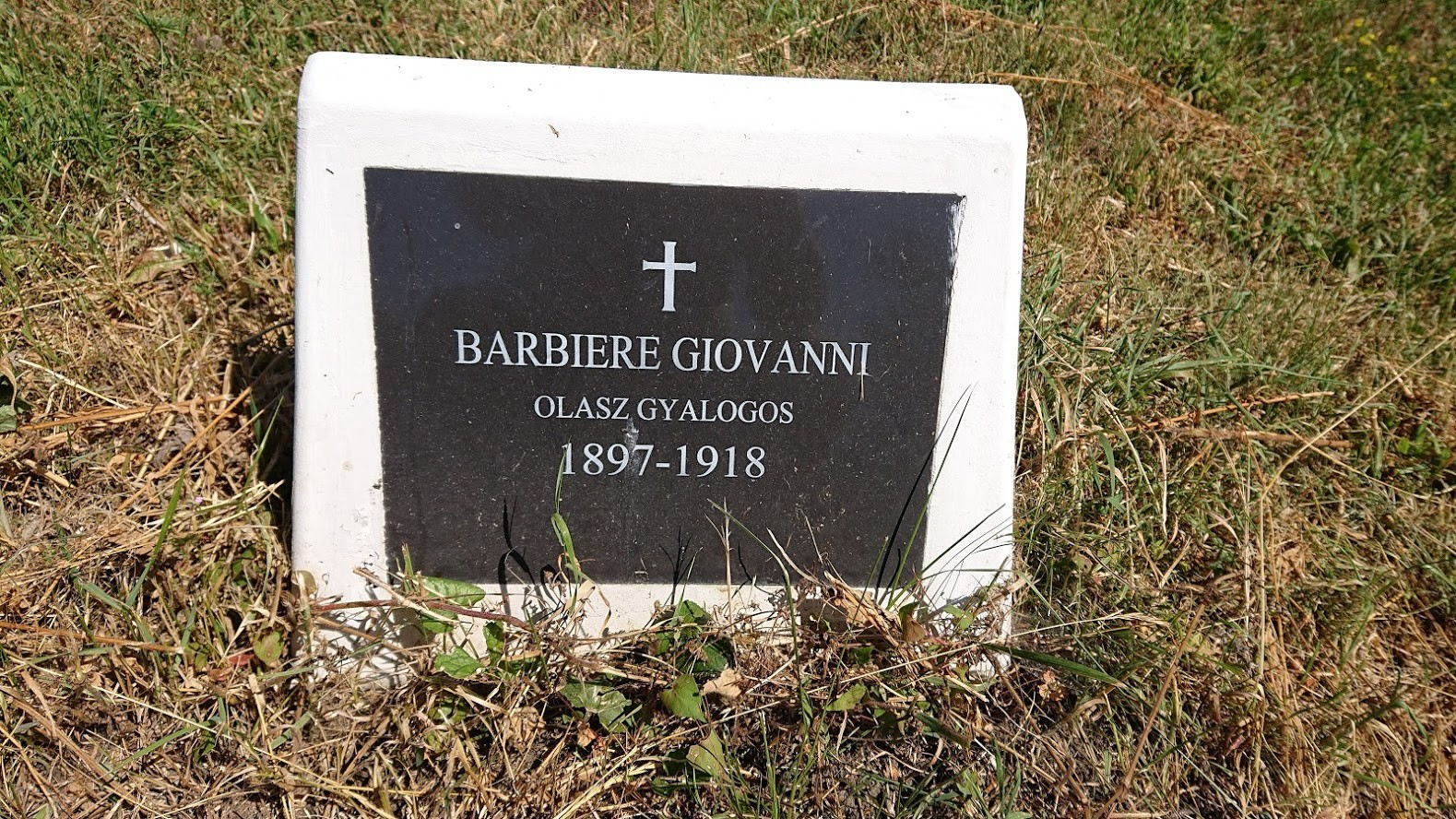
Olasz katona sírköve